# Lepisorus cespitosus
Lepisorus cespitosus là một loài thực vật có mạch trong họ Polypodiaceae. Loài này được Y.X. Lin mô tả khoa học đầu tiên năm 2000.